# Иваники (Глинковский район)
Ива́ники   — деревня  в  Смоленской области России,  в Глинковском районе. Население – 17 жителей (2007 год)  .  Расположена в центральной части области  в 3,5 км к юго-западу от села Глинка,  в 10 км севернее  автодороги Р96 Новоалександровский(А101)- Спас-Деменск — Ельня — Починок, на берегу реки Мошна.   В  4 км северо-восточнее деревни железнодорожная станция Глинка на линии Смоленск  - Сухиничи. Входит в состав Глинковского сельского поселения.  

## История
В годы Великой Отечественной войны деревня была оккупирована гитлеровскими войсками в июле 1941 года, освобождена в ходе Ельнинско-Дорогобужской операции в 1943 году. 

## Достопримечательности
- Городище юго-западнее деревни на левом берегу р. Мошна  [2].